# MBC 뉴스투데이 충북
《MBC 뉴스투데이 충북》은 MBC 충북 TV에서 매주 평일 오전 7시 20분에 방송 중인 충북 지역 아침 종합 뉴스 프로그램이다.

## 개요
MBC 충북 뉴스투데이로 읽는다.

## 앵커
- 청주, 충주 통합 진행 이전

기존에는 청주, 충주 방송국 각각 모든 뉴스를 분리 편성하여 진행했으나 일자미상으로 주중 뉴스데스크를 제외한 나머지 뉴스를 청주, 충주 일정기간 단위로 교대하여 진행 및 수중계로 전환했다. 2016년 10월 1일부터 청주문화방송과 충주문화방송이 통합해 MBC 충북을 출범한 이후에도 기존대로 교대 진행한다.
- 청주방송국

| 대수 | 진행자          | 진행 기간                        | 비고 |
| ---- | --------------- | -------------------------------- | ---- |
| 1대  | 조상진 아나운서 | 일자 미상 ~ 2017년 6월 30일      |      |
| 2대  | 조혜선 아나운서 | 2017년 7월 3일 ~ 2021년 4월 30일 |      |

- 충주방송국

| 대수 | 진행자          | 진행 기간                   | 비고  |
| ---- | --------------- | --------------------------- | ----- |
| 1대  | 전지영 아나운서 | 일자 미상 ~ 일자 미상       | [ 1 ] |
| 2대  | 배한비 아나운서 | 일자 미상 ~ 2017년 6월 30일 |       |

- 청주, 충주 통합 진행

2021년 5월 4일부터 충주방송국도 청주방송국 뉴스투데이 방송분을 고정 수중계 한다.
| 대수 | 진행자          | 진행 기간                         | 비고 |
| ---- | --------------- | --------------------------------- | ---- |
| 1대  | 조혜선 아나운서 | 2021년 5월 4일 ~ 2022년 10월 14일 |      |
| 2대  | 구본상 아나운서 | 2022년 10월 18일 ~ 현재           |      |

## 경쟁 프로그램
- KBS 뉴스광장 충북 (KBS 청주 1TV)
- CJB 7 뉴스 (CJB TV)